# Paroecanthus mexicanus
Paroecanthus mexicanus är en insektsart som beskrevs av Henri Saussure 1859. Paroecanthus mexicanus ingår i släktet Paroecanthus och familjen syrsor. Inga underarter finns listade i Catalogue of Life.